# KTM・990スーパーデューク
990スーパーデューク（990 Super Duke）は、KTM Sportmotorcycle AGが製造するネイキッドバイク。高い出力性能を発揮するエンジンにアップハンドルの車体構成からストリートファイターの要素が演出されている。

## 画像

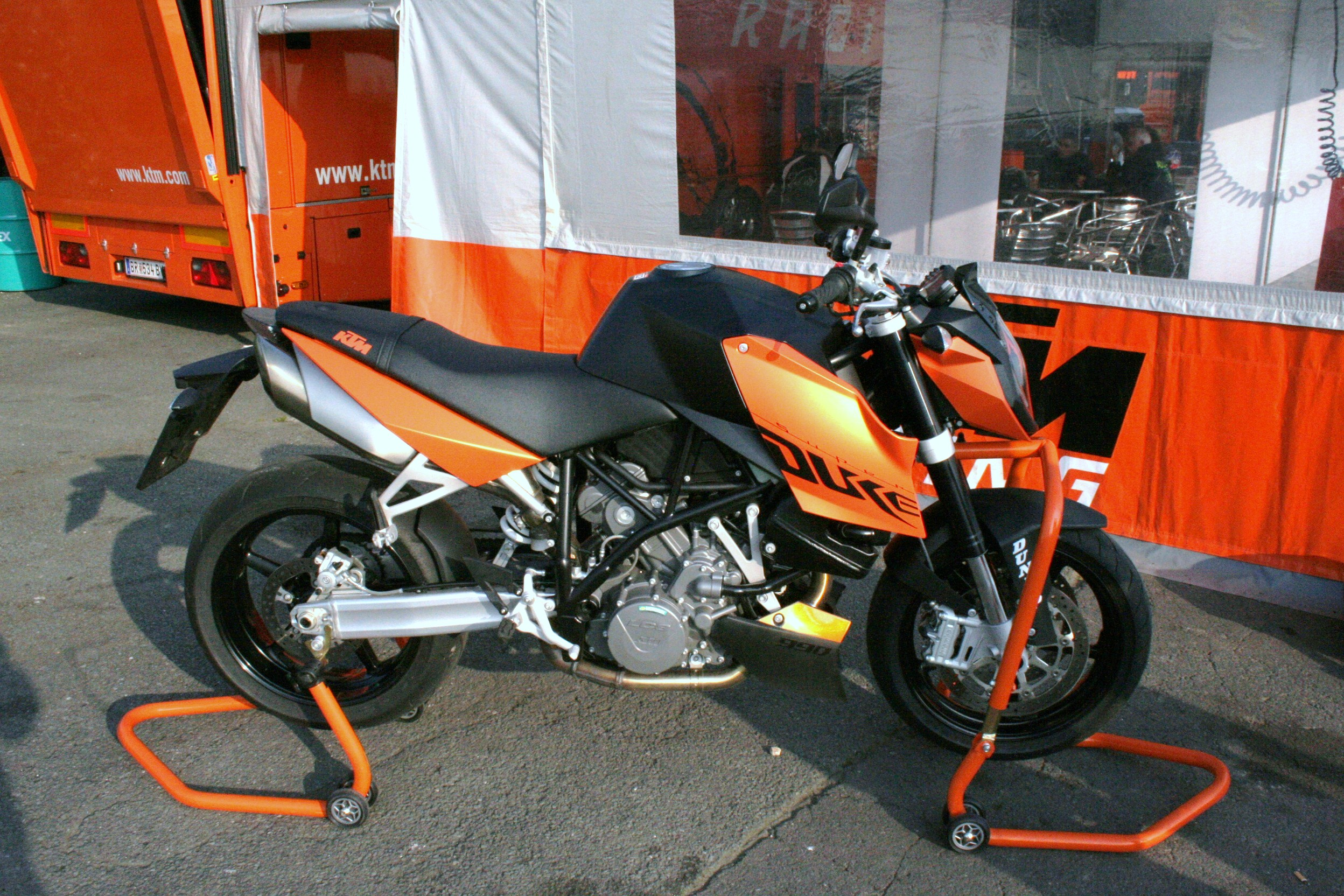
カラーバリエーション オレンジ
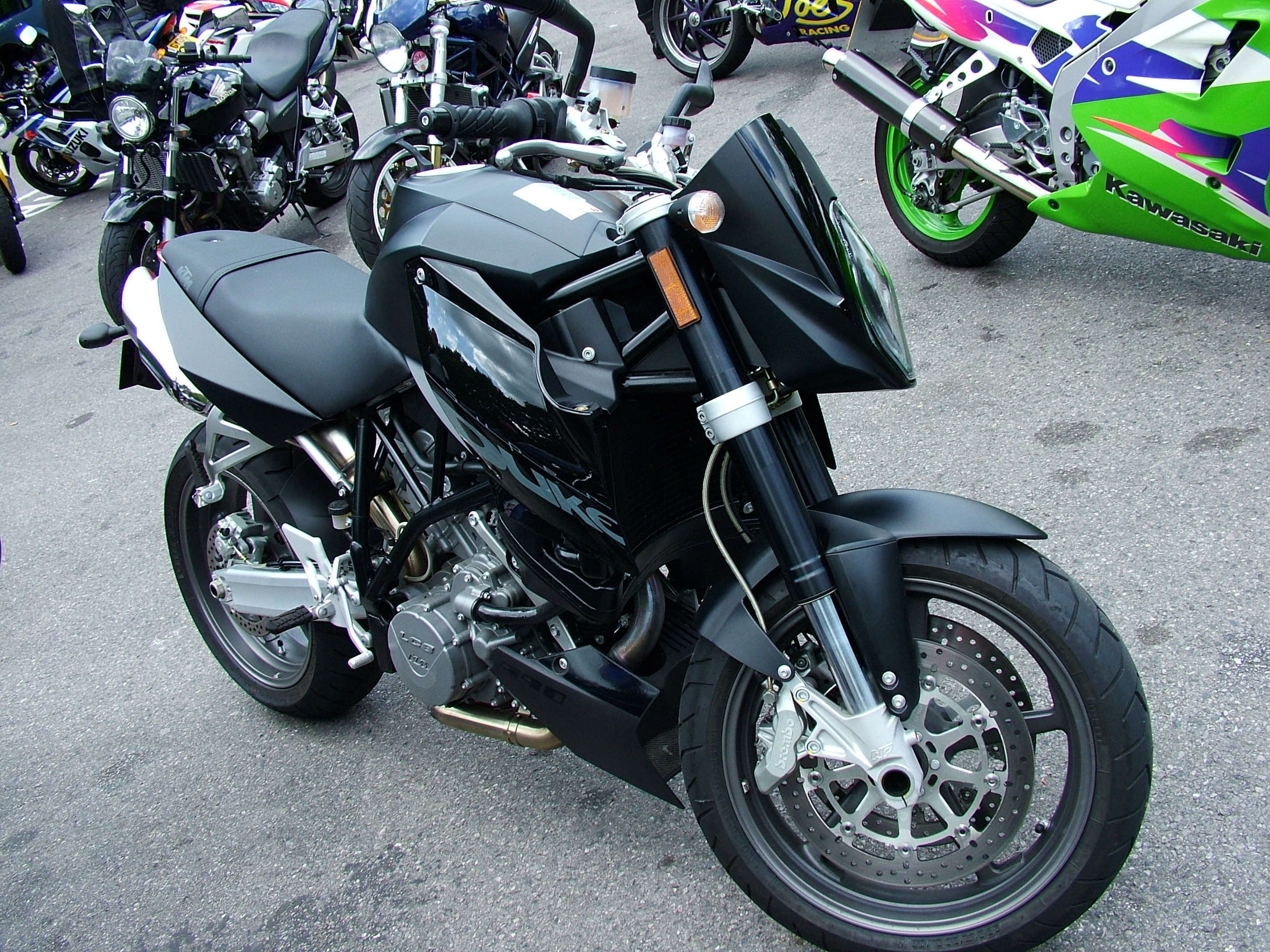
カラーバリエーション ブラック
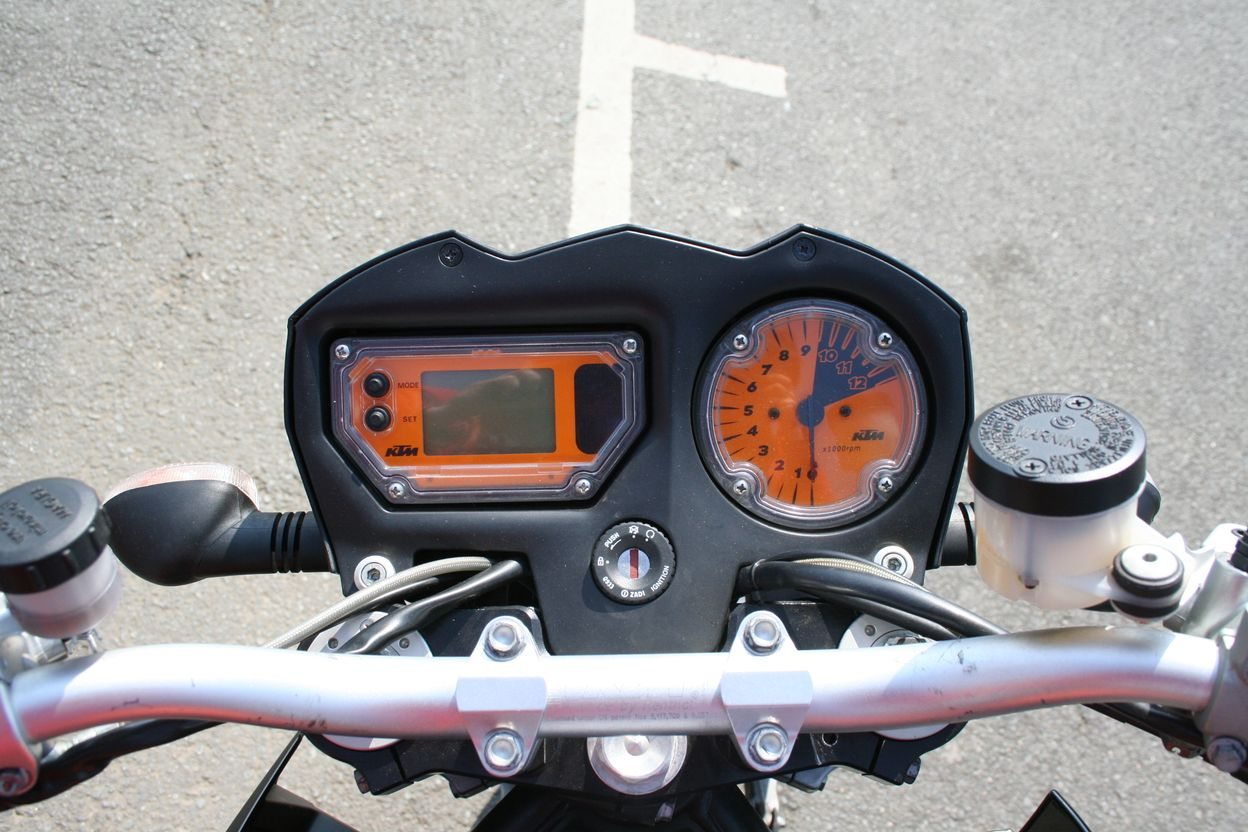
メーター周辺